# 上臈御年寄
上臈御年寄（じょうろうおとしより）は、江戸時代の大奥女中の役職名。単に上臈と称されることもある。将軍や御台所への謁見が許される「御目見以上」の女中であり、大奥における最高位。京都の公家出身であるが、生家の名前とは関係なく、姉小路・飛鳥井・万里小路・常磐井などの名前を代々受け継いでいった。

## 職務と立場
上臈御年寄は、儀礼や年中行事を司る立場にある老女に含まれる役職であった。もっとも、公式儀礼においては将軍付老女が差配したため、御台所付上臈御年寄は、主に御台所の相談役となった。そのため、有職故実に長けた京の公家出身の女中がこの役職に就くことが多く、彼女たちのほとんどは御台所や御簾中の輿入れに伴って奥入りしたと考えられている。
奥女中の階級の中では最上位に位置する上臈御年寄だが、大奥の中で実権を持つことはあまりなかったとされる。このため、本来は上臈御年寄よりも下位の御年寄が大奥の最高権力者となり、大奥における大事小事を差配した。しかし、綱吉時代の右衛門佐局、家宣と家継時代の豊原、家治に仕えた松島、家治と家斉に仕えた高岳、家慶時代の姉小路、家定時代の歌橋など、上臈御年寄でありながら幕政や幕府人事をも左右するほどの権力を握った者もおり、単純に「権力を持たなかった」とは言い切れない。